# Bigot de Saint-Quentin

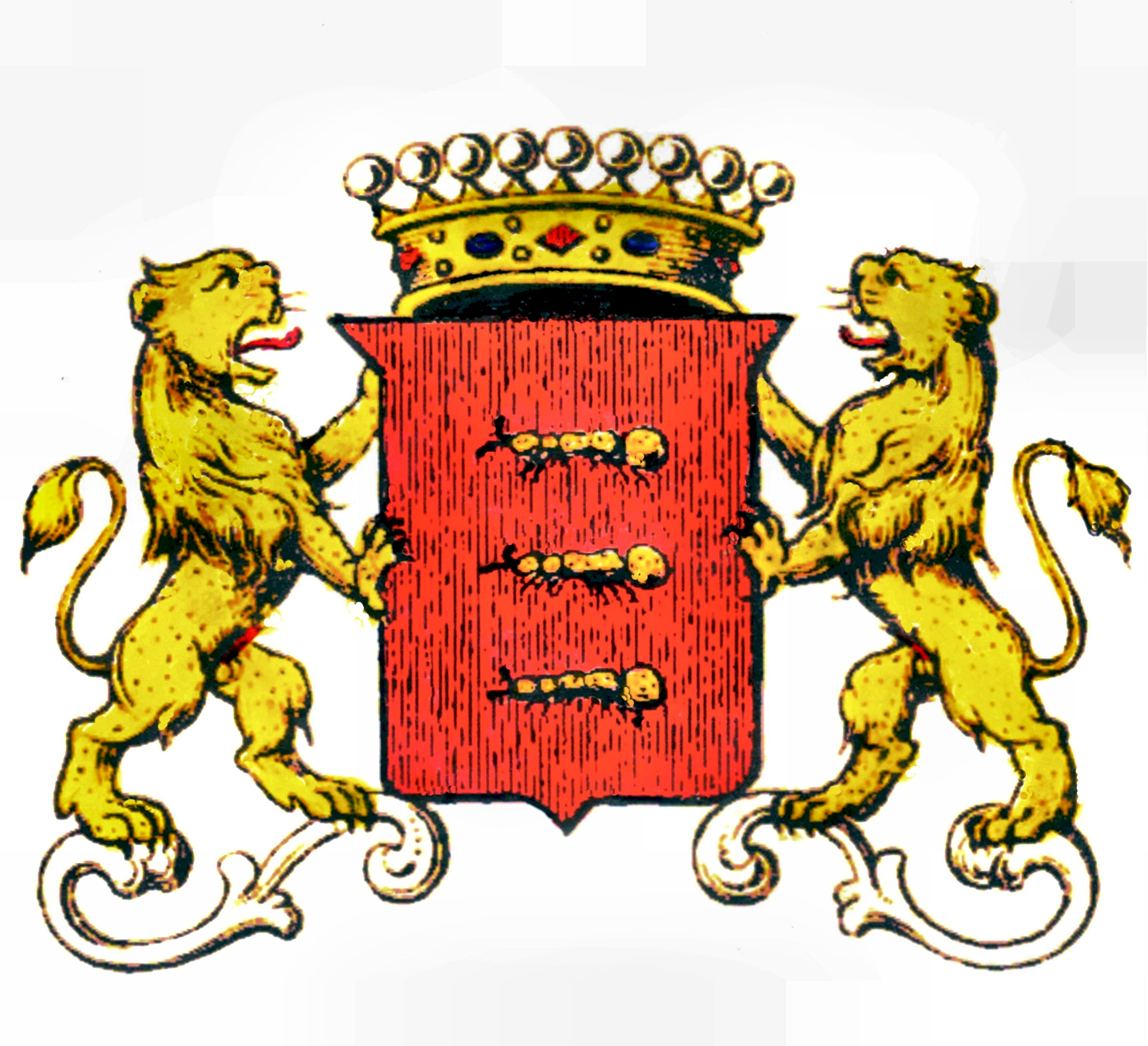
Wappen der Grafen von Bigot de St. Quentin

Bigot de Saint–Quentin (Französisch: Comtes Le Bigot de Saint-Quentin) waren ein gräfliches aus der Picardie stammendes französisches und österreichisches Adelsgeschlecht.

## Geschichte

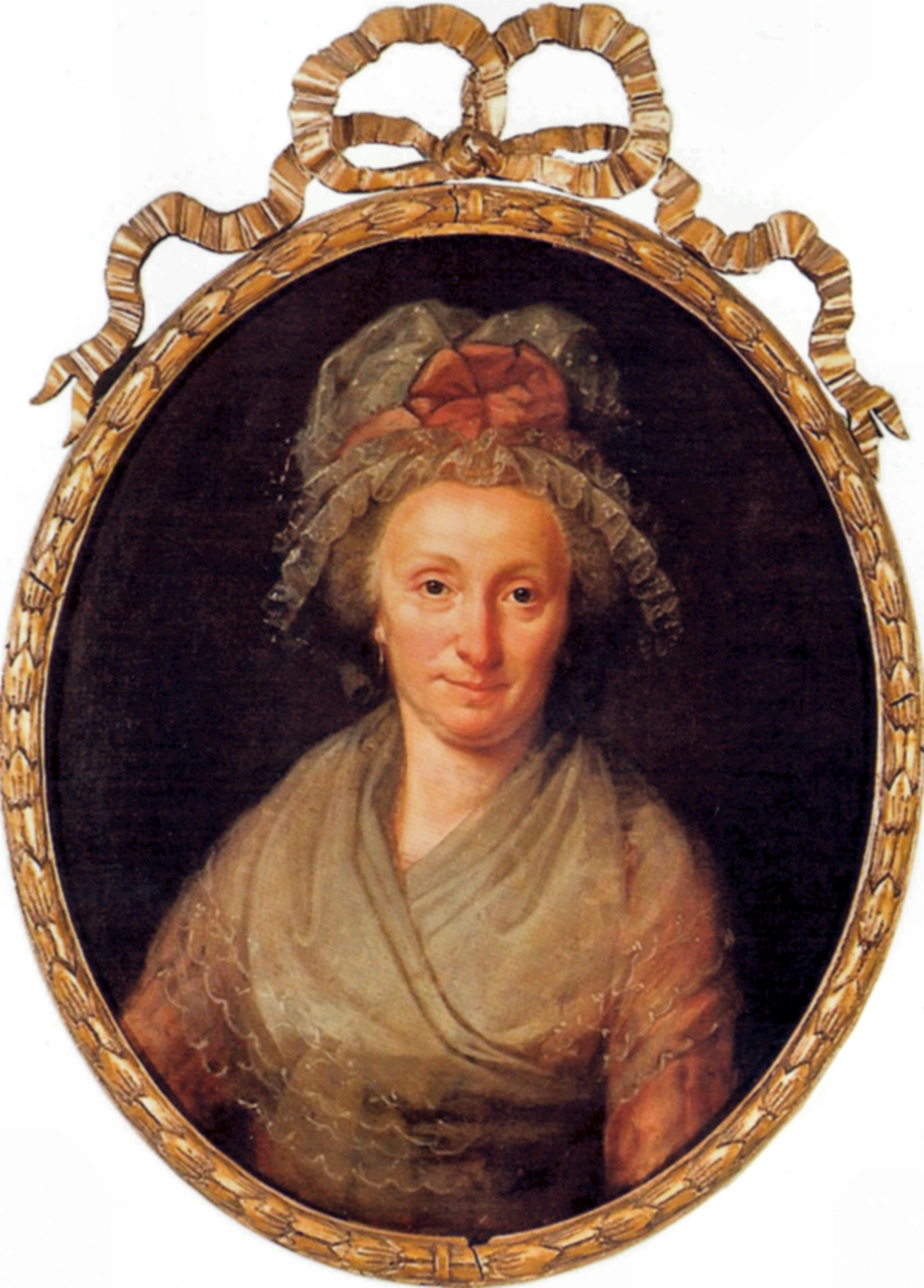
Marie Catherine Le Bigot, Comtesse de St. Quentin

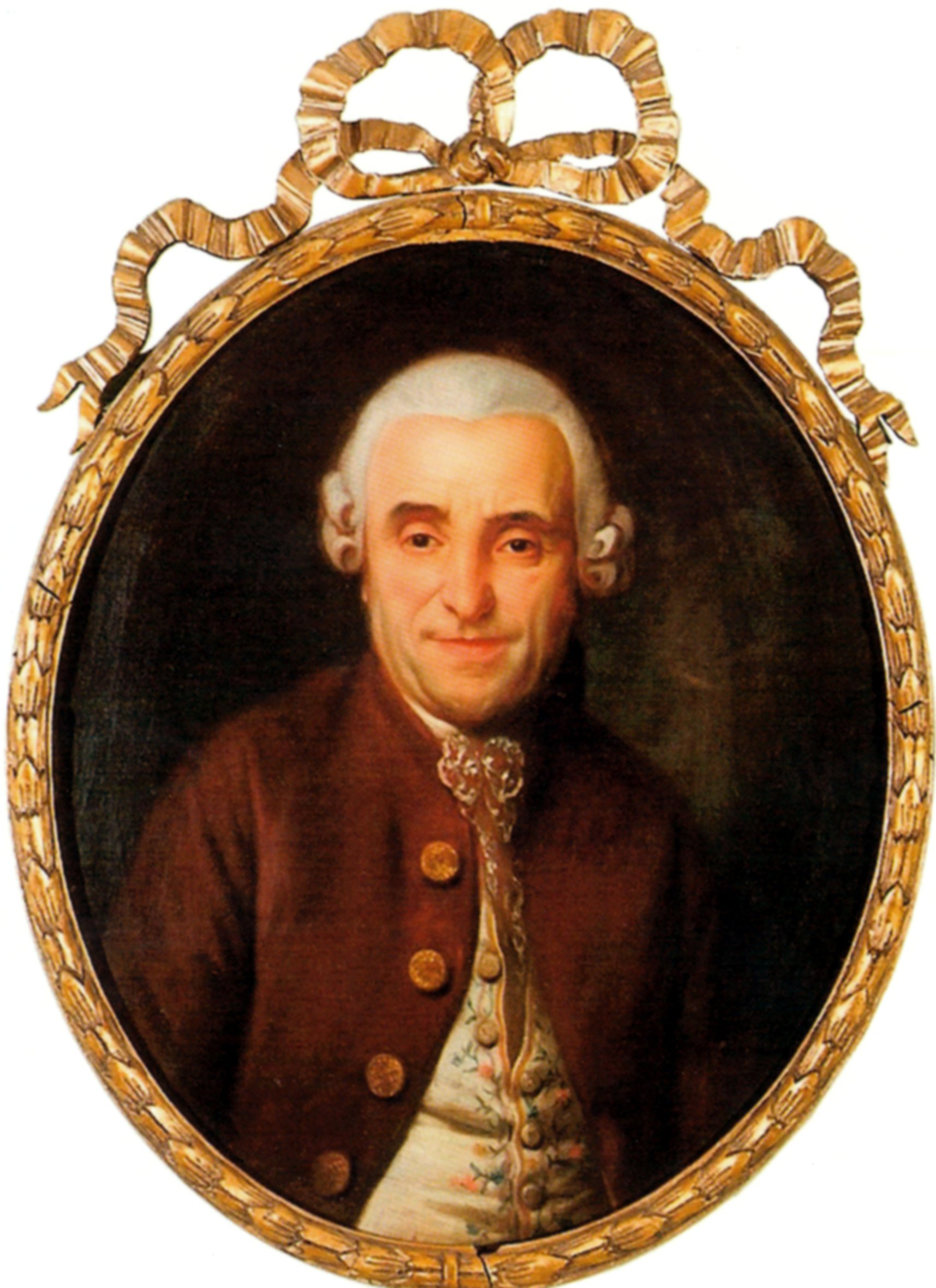
François-Antoine Le Bigot, Comte de Saint-Quentin

Die Familie wurde bereits im 14. Jahrhundert unter dem Namen „Le Bigot“ urkundlich erwähnt.
Der Stammvater der Familie, Seigneur Jacques Le Bigot, heiratete Anno 1500 Marie, Tochter des Seigneurs Armand d’Alphéry, Herr von La Mothe de Castillones und der Antonie de Geoffre. In deren Testament vom 4. März 1525 wurde Schloss St. Quentin erstmals urkundlich erwähnt. Deren Sohn Jean, königlicher Hauptmann in Metz, führte bereits den Namen „Le Bigot de Saint-Quentin“.
Der Enkel Jacques’, Junker Jean (* 1535), wurde im Heiratskontrakt von 1564 mit Anne de la Boétie (Boytie), Schwester des Étienne de La Boétie, erstmals als Seigneur de St. Quentin bezeichnet. Durch seine Ehe erwarb er auch Boytie und La Valette. Nachdem sein Sohn Jean-Baptiste (1545–1631) zum königlichen Kämmerer avanciert war, trat dessen ältester Sohn, der Generalleutnant des französischen Königs, Jean-François (1601–1692), vermählt mit Marie de Maurès, dame d’Artigues et comtesse de Moricourt, als Marquis de St. Quentin Comte de Plassac, Baron von Seimur, Herr von Guitierres, Gouverneur von Auxonne in Erscheinung. Da er nur eine Tochter hatte, erlosch diese Linie im Mannesstamm.
Ein Nachfahr des jüngeren Sohnes Jean-Louis (1603–1685), Offizier im Rat der Picardie, war Begründer der österreichischen Linie. Dessen Urenkel François-Antoine, Notar, (* 25. Februar 1724 in Straßburg;  † 1. Mai 1802) in Maursmünster (Marmoutier), heiratete lt. Ehekontrakt am 27. November 1751 Maria Catharina Weisrock und hatte sieben Kinder, von denen François-Louis 1791 ins Kaiserreich emigrierte.

## Persönlichkeiten
- Franz Ludwig (François-Louis) Graf von Bigot de Saint-Quentin (1774–1854), österreichischer Offizier (Feldmarschallleutnant), Divisionär in Hermannstadt (Sibiu) und zweiter Inhaber des Dragonerregiments Erzherzog Franz Joseph Nr. 3.
- August Graf Bigot de Saint-Quentin (* 20. März 1804 in Radom; † 18. Dezember 1848 in Csucsa (Ciucea) im Komitat Klausenburg (Cluj) in Siebenbürgen), fiel während der Ungarnrevolte als Major im Gefecht bei Csucsa. ⚭ Freiin von Podstatzki-Prussinowitz und Thonsern (* 11. Juli 1816 in Brünn; † 30. März 1903 in Brandeis an der Elbe (Brandýs nad Labem))
- Karl August Leopold Graf von Bigot de Saint-Quentin (1805–1884), Sohn des Franz Ludwig, war ein österreichischer Offizier, General der Kavallerie, 2. Inhaber des k. k. Ulanen-Regiments No. 8, zugleich Gouverneur und kommandierender General im Banat sowie 1863 in Lemberg. Er betätigte sich auch erfolgreich als Schriftsteller.[6][7]
- Margarethe Gräfin Bigot de Saint-Quentin (* 12. Januar 1807 in Neuburg an der Donau; † 18. April 1881 in Wien), Tochter des Franz Ludwig, Ehrendame des königlich bayerischen St. -Annen-Ordens, heiratete am 16. Mai 1835 Karl Freiherr Ransonnet von Villez (1802–1892), k.k. Geheimer Rat, Ministerialrat und Vizepräsidenten des Obersten Rechnungshofes.[8] Deren Sohn war Eugen Freiherr von Ransonnet-Villez, Maler und Diplomat.
- Anatol Graf von Bigot de Saint-Quentin (1849–1932), war k. u. k. Kämmerer und Wirklicher Geheimer Rat, Obersthofmeister des Erzherzog Friedrich, Feldmarschallleutnant, schließlich General der Kavallerie. Er heiratete in das Herzogtum Bukowina, nämlich Helene von Flondor (1866–1930) und erwarb dort Güter.[9][6] Seine Tochter Desideria (* 2. Juli 1900 in Brandeis an der Elbe; † 15. März 1999 in Wien) heiratete Franz Emil Joseph Ludwig Graf Marenzi von Tagliuno und Talgate (* 31. Januar 1888 in Wiener Neustadt; † 2. November 1983 in Wien).
- Douglas Graf von Bigot de Saint-Quentin (1899–1982), Sohn des Anatol, Dr. phil., galt als einer der bedeutendsten Odonatologen des deutschsprachigen Raums und machte sich mit über 50 Arbeiten auf diesem Gebiet verdient.[10]
- Friedrich Georg Graf von Bigot de Saint-Quentin (* 4. Oktober 1906 in Pressburg; † 16. Februar 2000 in Wien), Sohn des Anatol, war Diplomingenieur, Inhaber des päpstlichen Ehrenkreuzes „Pro Ecclesia et Pontifice“, verheiratet 1953 mit Professorin (Chemie, Pharmazie) Florica Mihăilescu  (* 10. April 1910 in Buzău;  † 8. März 1987 ebenda), der das Gut Zadowa (Jadova) bis zum Einmarsch der Sowjets (1940) gemäß dem Hitler-Stalin-Pakt, bewirtschaftet hatte.[1] Er war der Taufpate von Alexander Wassilko von Serecki (* 1947).

Die beiden Brüder blieben kinderlos. Lediglich ihre Schwester Desideria sorgte für Nachkommen in der weiblichen Linie.

## Bildergalerie

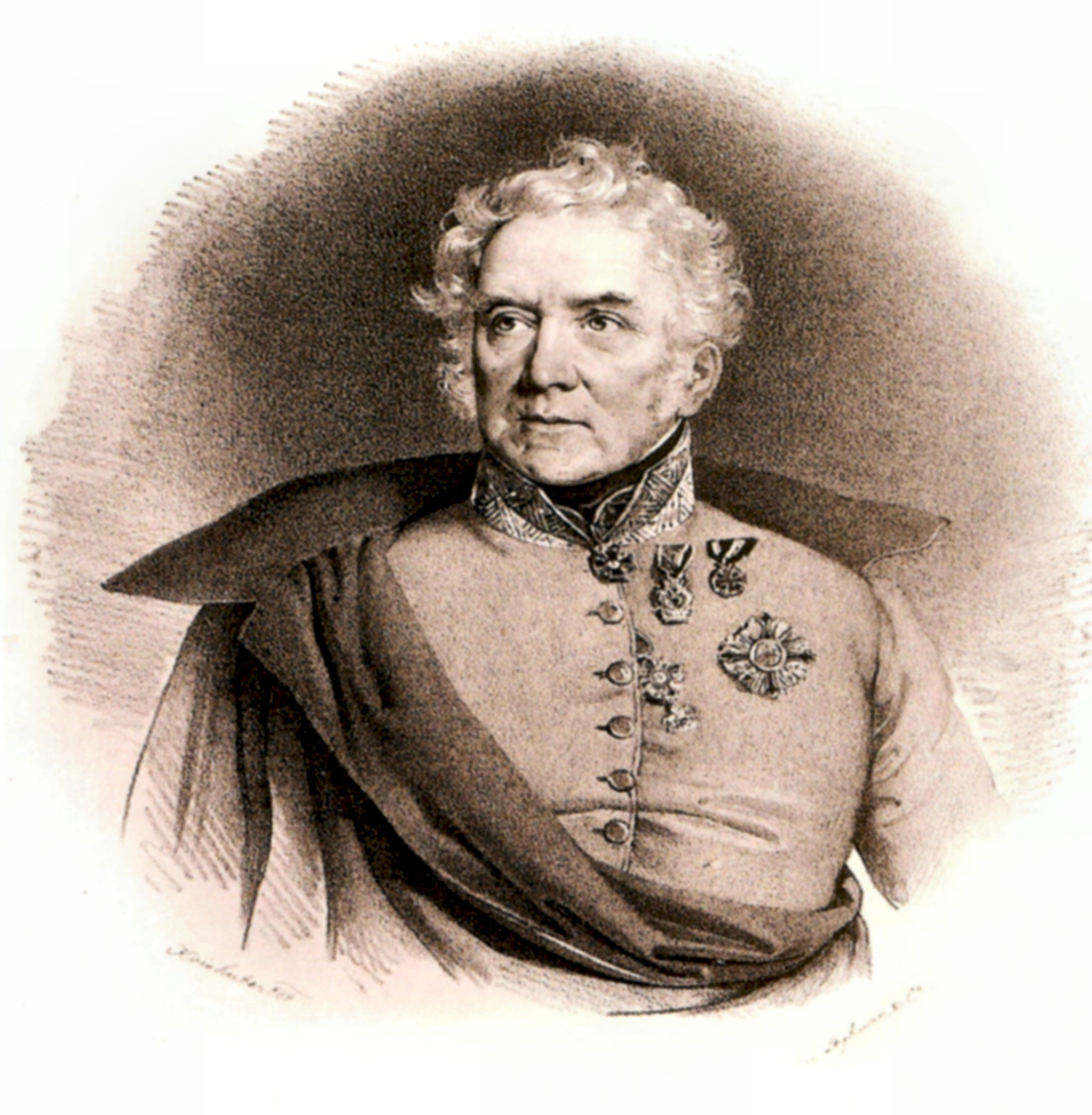
Franz Ludwig de St. Quentin (1838)
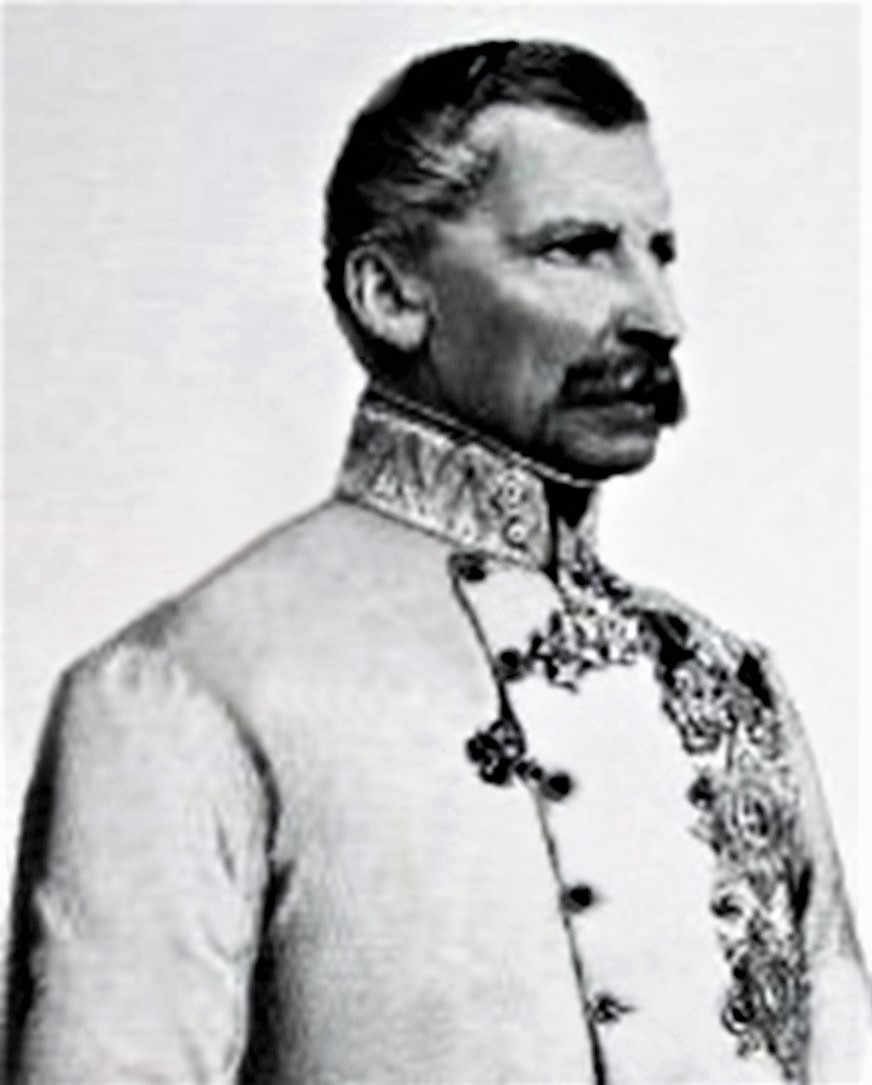
Karl de Saint-Quentin (1863)
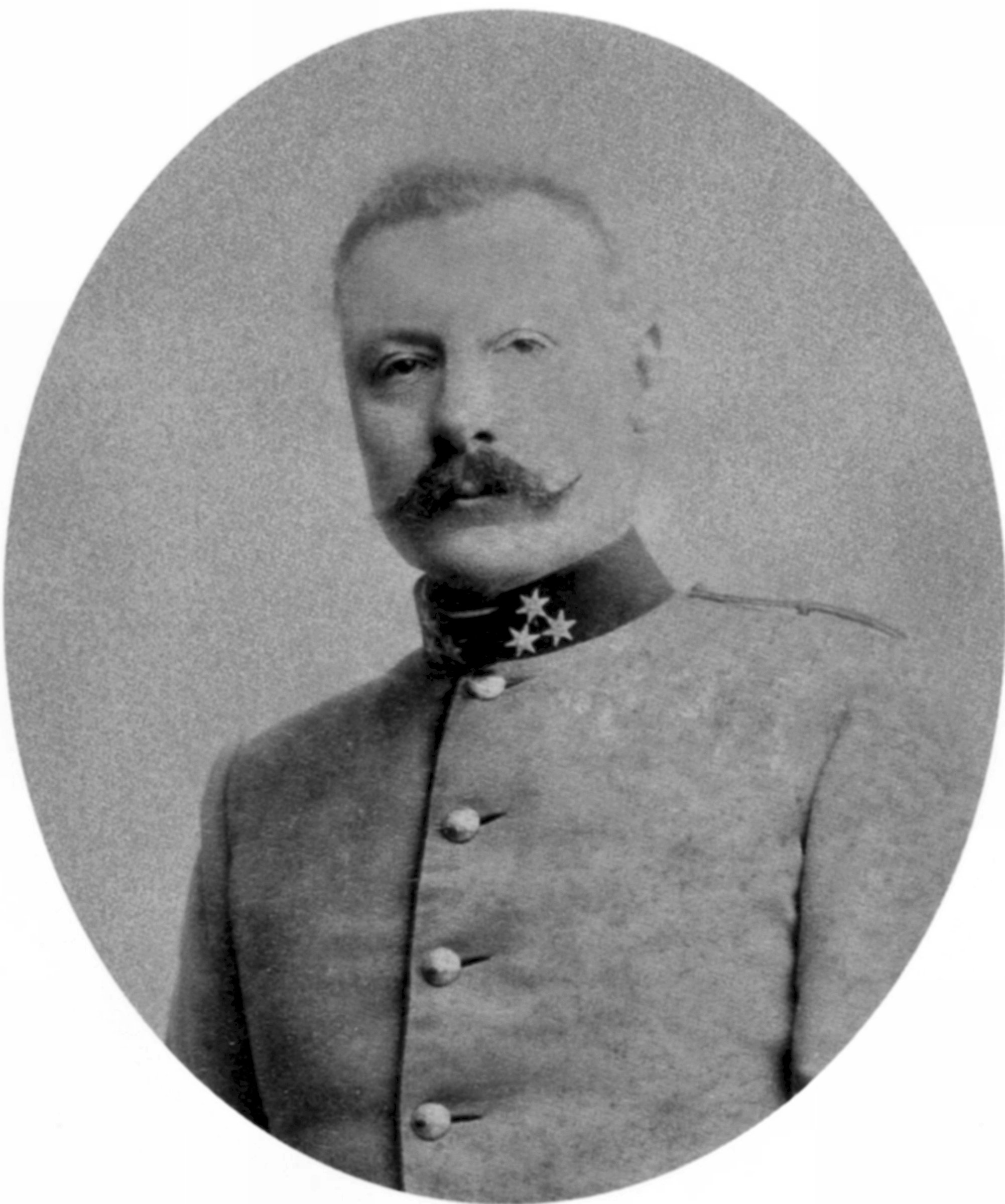
Anatol de St. Quentin (1880)
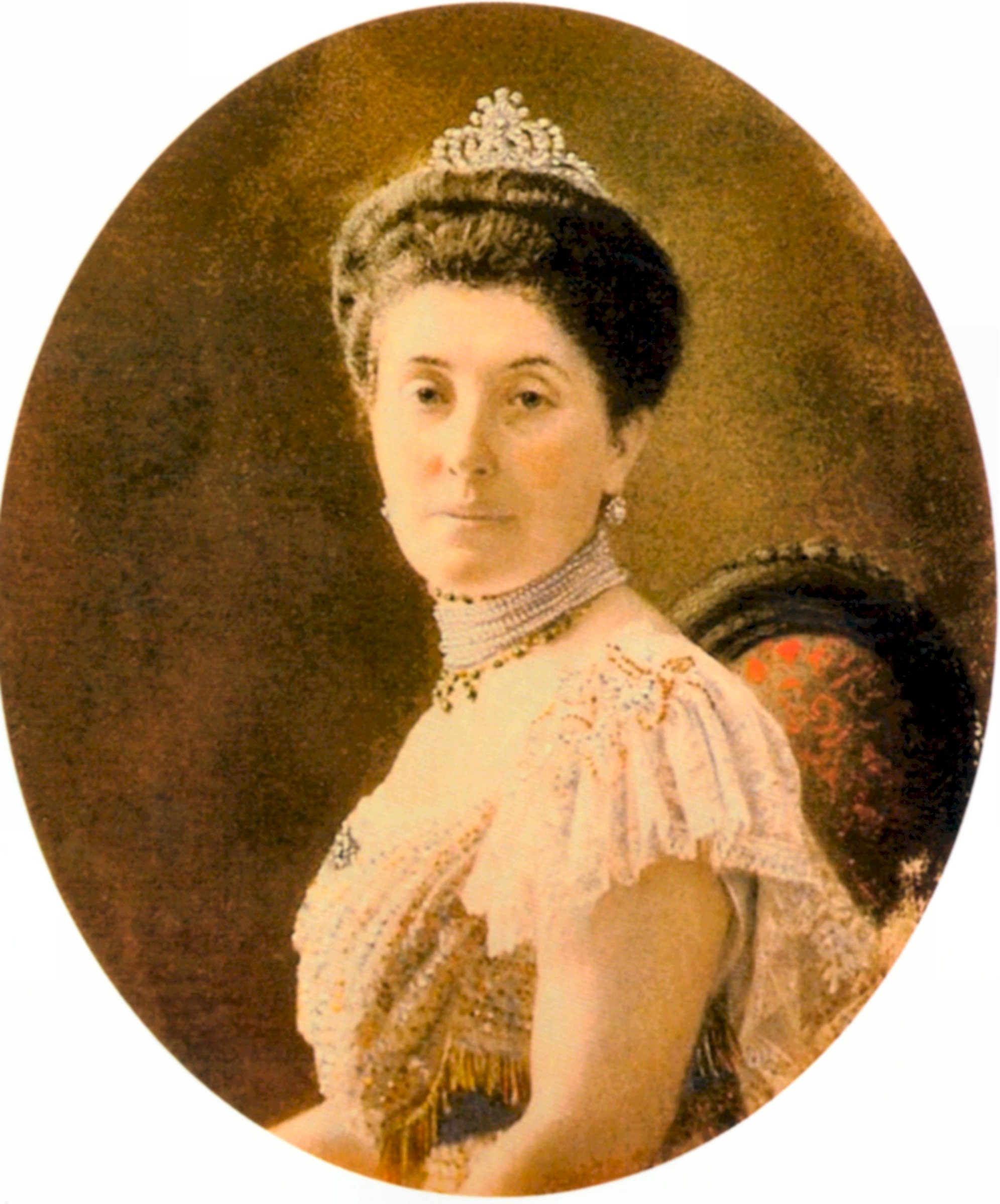
Helene de St. Quentin, geb. von Flondor (1900)
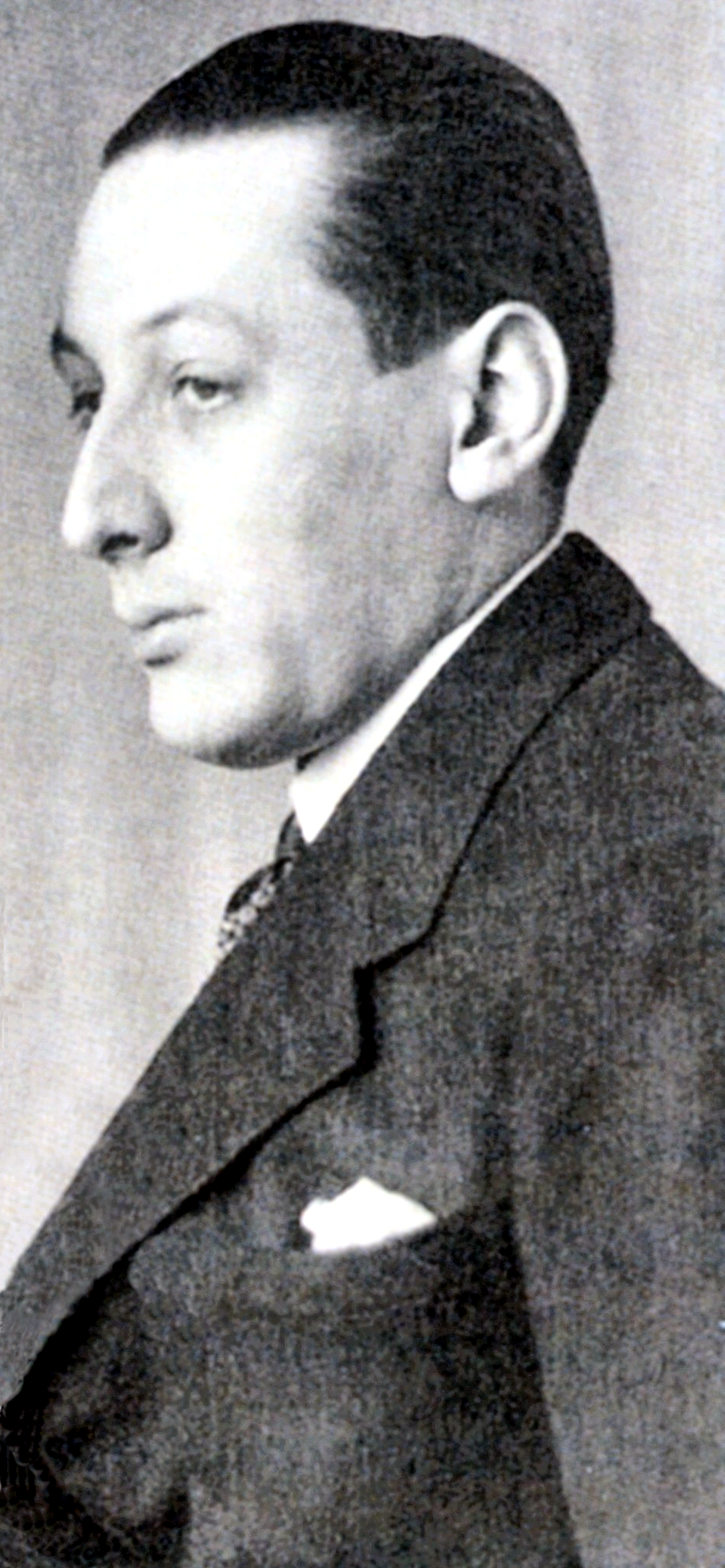
Douglas de St. Quentin (1926)
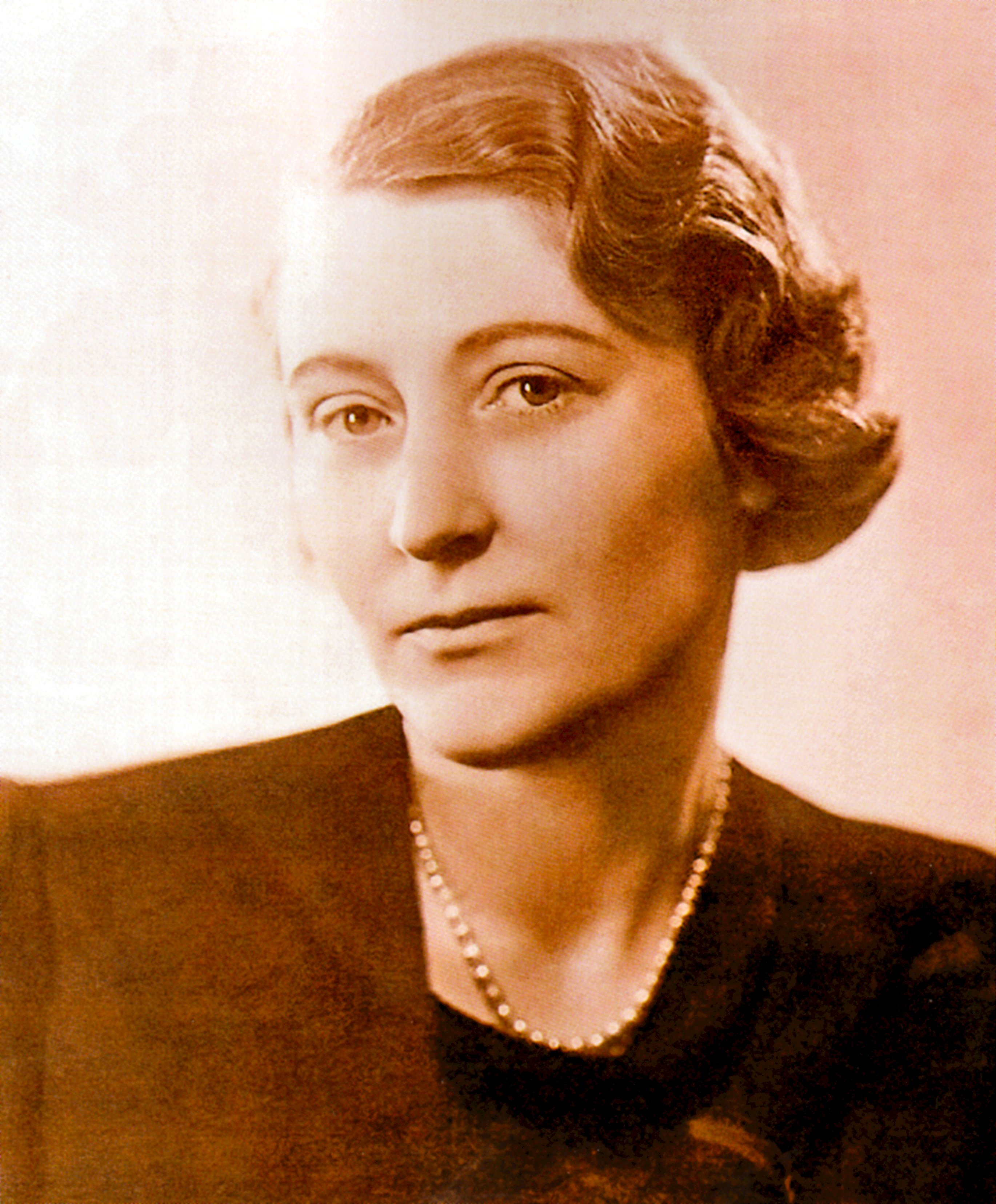
Desideria Gräfin Marenzi, geb. de St. Quentin (1935)
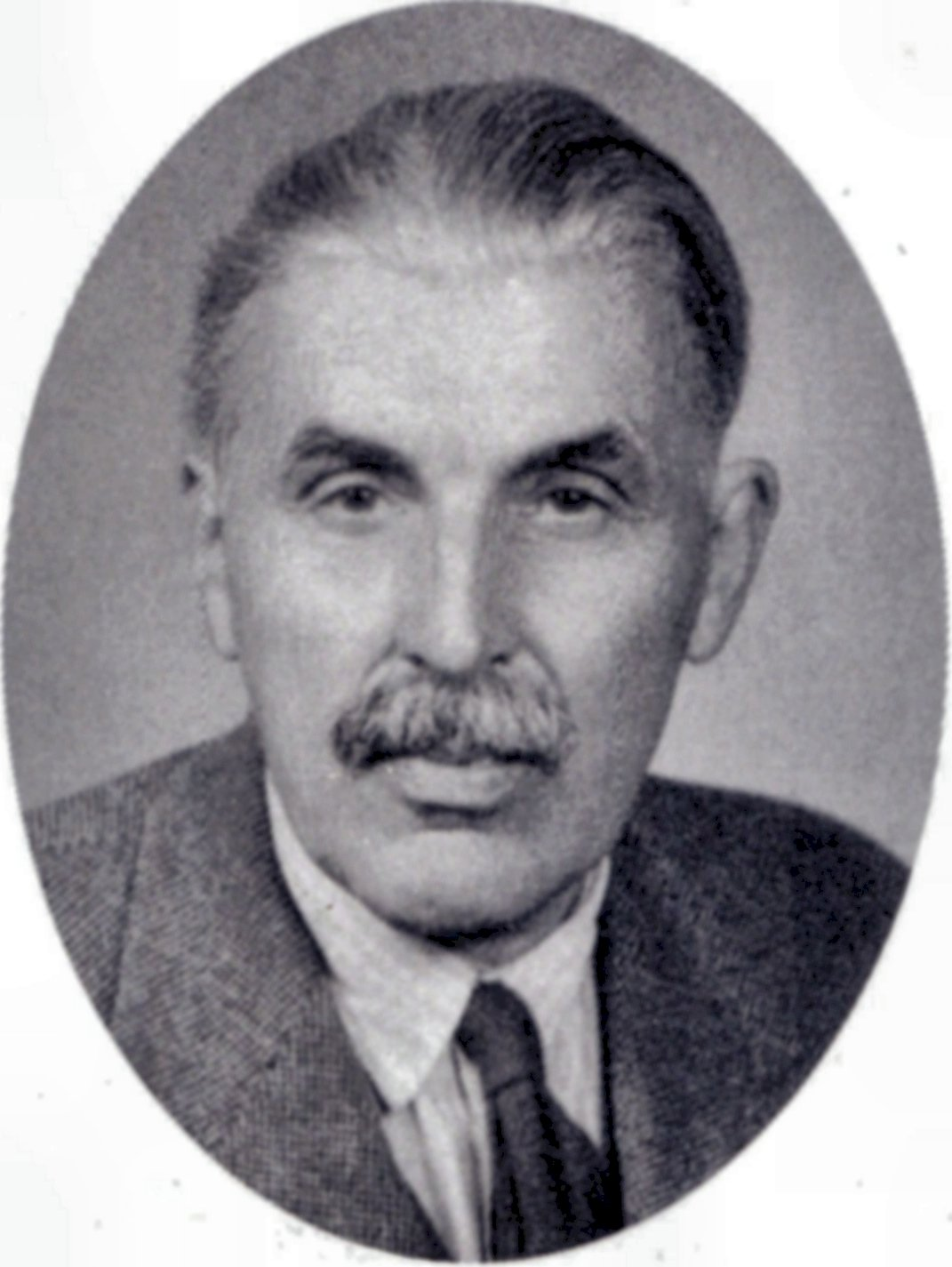
Friedrich de St. Quentin (1953)
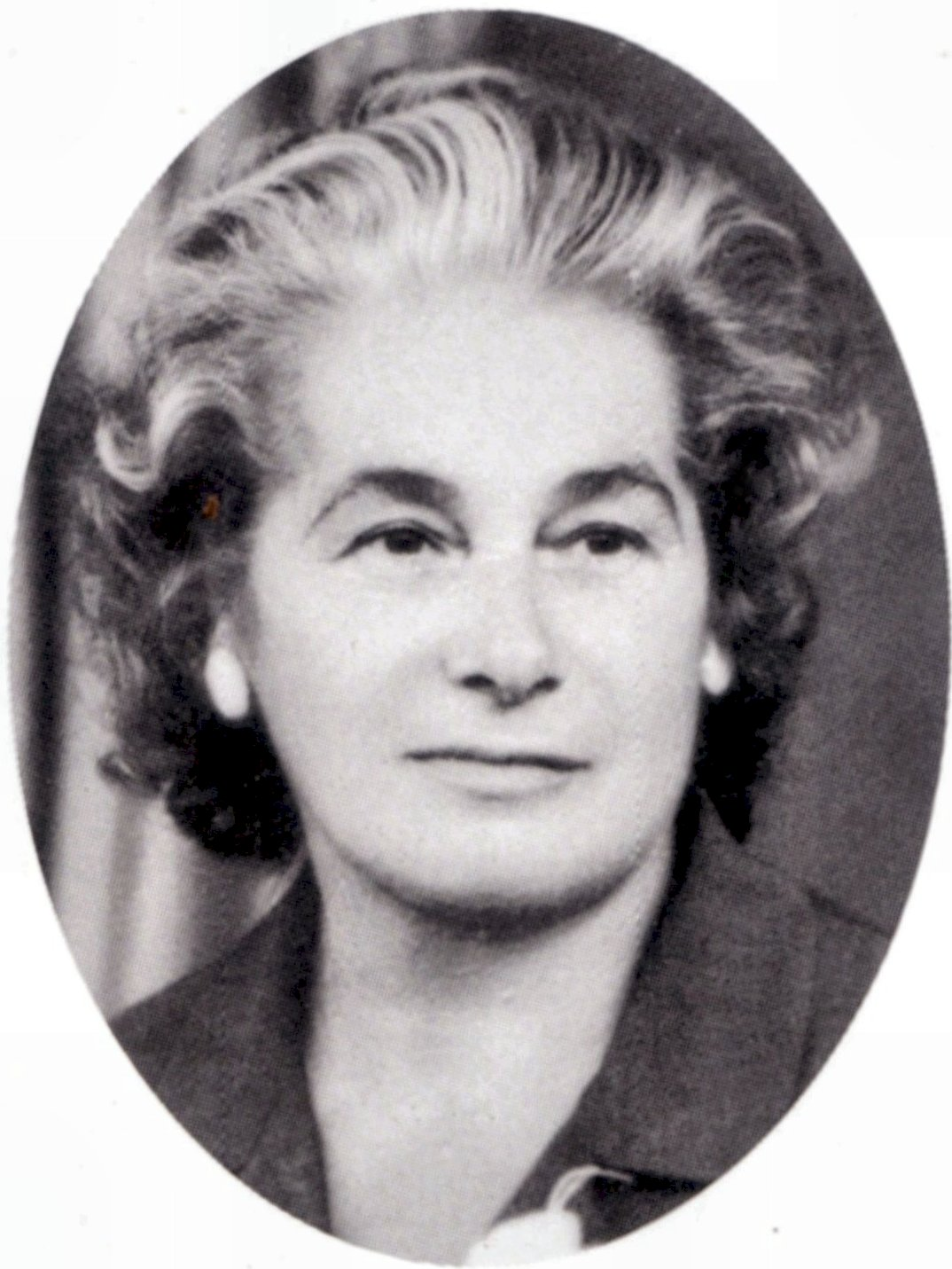
Florica de St. Quentin geb. Mihăilescu  (1953)

## Wappen
Im roten Schilde drei goldene, quer übereinander, nach der rechten Seite kriechende Ameisen, Über dem Schilde ruht die Grafenkrone. Schildhalter: Zwei einwärtsgekehrte, aufgerichtete, sich abwendende, goldene Löwen.